# 夢前郵便局
夢前郵便局（ゆめさきゆうびんきょく）は、兵庫県姫路市にある郵便局。民営化前の分類では集配特定郵便局であった。

## 概要
住所：〒671-2199 兵庫県姫路市夢前町前之庄1378-3

## 沿革
- 1877年（明治10年） - 前ノ庄（まえのしょう）郵便局（五等）として開設[1]。
- 1885年（明治18年） - 前庄郵便局に改称。
- 1885年（明治18年）10月1日 - 貯金取扱を開始。
- 1892年（明治25年）2月1日 - 為替取扱を開始。
- 19xx年 - 前ノ庄郵便局に改称。
- 1959年（昭和34年）8月25日 - 風景入通信日付印の使用を開始[2]。
- 1973年（昭和48年）5月30日 - 電話交換および和文電報配達業務を夢前電報電話局に移管。
- 1984年（昭和59年）11月12日 - 前之庄郵便局に改称。
- 1991年（平成3年）4月22日 - 菅生澗郵便局から集配業務を移管。
- 1994年（平成6年）9月12日 - 飾磨郡夢前町前之庄道東から同町前之庄上河原に移転するとともに、夢前郵便局に改称。
- 2007年（平成19年）10月1日 - 民営化に伴い、併設された郵便事業香寺支店夢前集配センターに一部業務を移管。
- 2012年（平成24年）10月1日 - 日本郵便株式会社発足に伴い、郵便事業香寺支店夢前集配センターを夢前郵便局に統合。

## 取扱内容
- 郵便、印紙、ゆうパック、内容証明
- 貯金、為替、振替、振込、国際送金、国債
- 生命保険、バイク自賠責保険
- 地方公共団体事務（兵庫県住宅再建共済基金利用申込取次事務）
- ゆうちょ銀行ATM
- 姫路市の内、旧夢前町域（〒671-21xx区域）の集配業務

## 周辺
- 姫路市役所夢前事務所（旧・夢前町役場）
- 姫路市立鹿谷中学校
- 夢前川

## アクセス
- 神姫バス 松ノ本停留所下車
- 中国自動車道、播但連絡道路 福崎ICから西へ約8km
- 兵庫県道67号姫路神河線沿い
- 駐車場あり：12台